# Xã Congress, Quận Wayne, Ohio
Xã Congress (tiếng Anh: Congress Township) là một xã thuộc quận Wayne, tiểu bang Ohio, Hoa Kỳ. Năm 2010, dân số của xã này là 4.533 người.